# Isabella Augusta Gregory

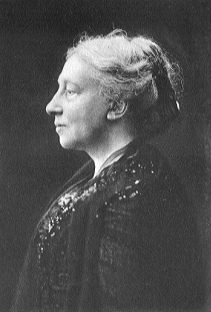
Isabella Augusta Gregory

Isabella Augusta Gregory (Oxborough bij Loughrea, 15 maart 1852 – Coole Park, 22 mei 1932), beter bekend als Lady Gregory, was een Ierse toneelschrijfster, noveliste en folkloriste.
Met William Butler Yeats en anderen stichtte ze het Irish Literary Theatre en het Abbey Theatre. Ze schreef talloze korte stukken voor beide gezelschappen. Ze is in het Nederlandse taalgebied ook bekend om haar bewerkingen van de Ierse mythologische verhalen.
Lady Gregory is onder meer bekend vanwege haar bundeling die in 1902 gepubliceerd werd, met een voorwoord van Yeats. In 1896 leerde ze Yeats kennen, die haar in contact bracht met de Gaelic League, die de oude Keltische taal nieuw leven probeerde in te blazen. Naar aanleiding van een discussie over het al dan niet invoeren van het Iers op de lagere school, begon Lady Gregory de oude verhalen in het Kiltartan-dialect uit te werken. Toen ze de Cú Chulainn wilde uitgeven, moest ze de tekst weer omzetten in het Engels. De publicatie leverde uiteindelijk veel royalty's op.
- Bibsys: 90116847
- Biblioteca Nacional de España: XX959875
- Bibliothèque nationale de France: cb12116783q (data)
- CiNii: DA01013813
- Gemeinsame Normdatei: 11869748X
- International Standard Name Identifier: 0000 0001 2018 3017
- Library of Congress Control Number: n80056886
- Nationale Bibliotheek van Letland: 000063630
- Bibliotheek van het Japanse parlement: 00620764
- Nationale Bibliotheek van Tsjechië: jn20000602424
- Nationale bibliotheek van Australië: 36555216
- Nationale Bibliotheek van Israël: 987007262057705171
- Nationale Bibliotheek van Polen: a0000001162831
- Nationale en Universitaire bibliotheek Zagreb: 000271616
- Nederlandse Thesaurus van Auteursnamen: 068572913
- Réseau des bibliothèques de Suisse occidentale: 02-A000074342
- Istituto Centrale per il Catalogo Unico: CFIV043515
- LIBRIS: 299101
- SNAC: w6j96f4b
- Système universitaire de documentation: 029569567
- Trove: 1289711
- Virtual International Authority File: 73885426
- WorldCat: E39PBJycTfQxKf74Dy9TB3JVYP